# Pleurothallis index
Pleurothallis index är en orkidéart som beskrevs av Carlyle August Luer. Pleurothallis index ingår i släktet Pleurothallis och familjen orkidéer. Inga underarter finns listade i Catalogue of Life.